# Verwaltungsgemeinschaft Tüßling
Die Verwaltungsgemeinschaft Tüßling im oberbayerischen Landkreis Altötting wurde im Zuge der Gemeindegebietsreform am 1. Mai 1978 gegründet und zum 1. Januar 1998 wieder aufgelöst.
Ihr gehörten die Marktgemeinde Tüßling und die Gemeinde Teising an, die seither Einheitsgemeinden mit eigener Verwaltung sind.
Sitz der Verwaltungsgemeinschaft war Tüßling.